# Compsopogonophyceae
Classe
Ordres de rang inférieur
- Compsopogonales
- Erythropeltidales
- Rhodochaetales

Les Compsopogonophyceae (Compsopogonophycées) sont une classe d'algues rouges de la sous-division des Metarhodophytina.

## Liste des ordres
Selon AlgaeBase (7 août 2013), ITIS (7 août 2013), NCBI (7 août 2013) et World Register of Marine Species (7 août 2013) :
- ordre des Compsopogonales Skuja
- ordre des Erythropeltidales Garbary, Hansen & Scagel
- ordre des Rhodochaetales Skuja